# امتداد غالوا
في الرياضيات، امتداد غالوا (بالإنجليزية: Galois extension)‏، هو امتدادٌ للحقول جبري، أضف إلى ذلك أنه اعتيادي وقابل للعزل.